# ルナマトローナ
ルナマトローナ（イタリア語: Lunamatrona）は、イタリア共和国サルデーニャ州南サルデーニャ県にある、人口約1,700人の基礎自治体（コムーネ）。

## 地理

### 位置・広がり

#### 隣接コムーネ
隣接するコムーネは以下の通り。
- コッリーナス
- パウリ・アルバレーイ
- サンルーリ
- シッディ
- ヴィッラマル
- ヴィッラノヴァフォッル